# 神石牛
神石牛（じんせきぎゅう）は、広島県神石郡神石高原町で育てられている黒毛和種、およびその精肉（ブランド牛）である。広島県産の統一ブランドは広島牛であり、神石牛はその下に位置する地域ブランドになる。生産者団体は神石牛振興協議会。

## 概要
肉としては、筋繊維が細く余分な脂肪が少ない。甘みがあり脂身があっさりしており、柔らかな舌触りと上品な脂肪の香りが口に広がる。牛としては、1919年に書かれた資料によると性格極めて従順で飼育管理が容易である。2017年時点で神石高原町和牛改良組合に加盟する肥育農家は65戸。徹底的な肥育管理を行っており、毎年400頭ほどしか出荷していない。
現代の神石牛の祖は、1927年大正天皇大喪の礼の際に御轜車奉引牛を務めた「豊萬」号としている。近代においては日本を代表する和牛の一つで、かつては比婆牛とともに広島県産和牛の代名詞として全国で名を轟かせていたものの、一度ブランドとしては消えていたことに加え、出荷数自体が少ないことから、紹介される際には「幻の」和牛とも言われている。

## 定義
|          |   | 歩留等級 | 歩留等級 | 歩留等級 |
| A        | B | C        |          |          |
| -------- | - | -------- | -------- | -------- |
| 肉質等級 | 5 | A-5      | B-5      | C-5      |
| 肉質等級 | 4 | A-4      | B-4      | C-4      |
| 肉質等級 | 3 | A-3      | B-3      | C-3      |
| 肉質等級 | 2 | A-2      | B-2      | C-2      |
| 肉質等級 | 1 | A-1      | B-1      | C-1      |

2015年から始まった神石牛振興協議会認証制度において、以下の通り定義されている。
神石血統とは、3代祖（父・母の父、母の母の父）のいずれかに神石血統牛「第2横利」を起源にもつ広島県種雄牛のこと。

## 沿革

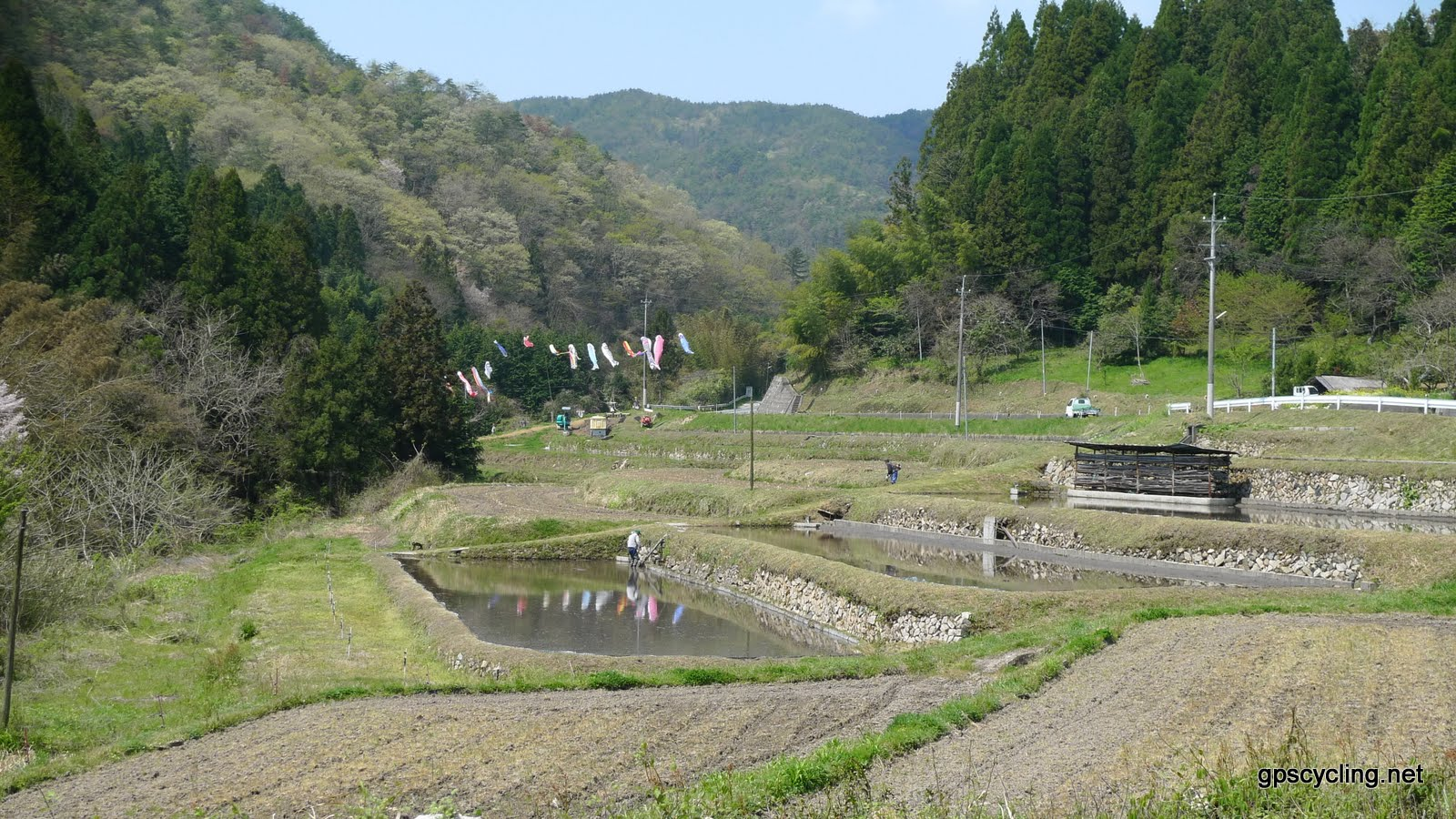
神石高原町父木野

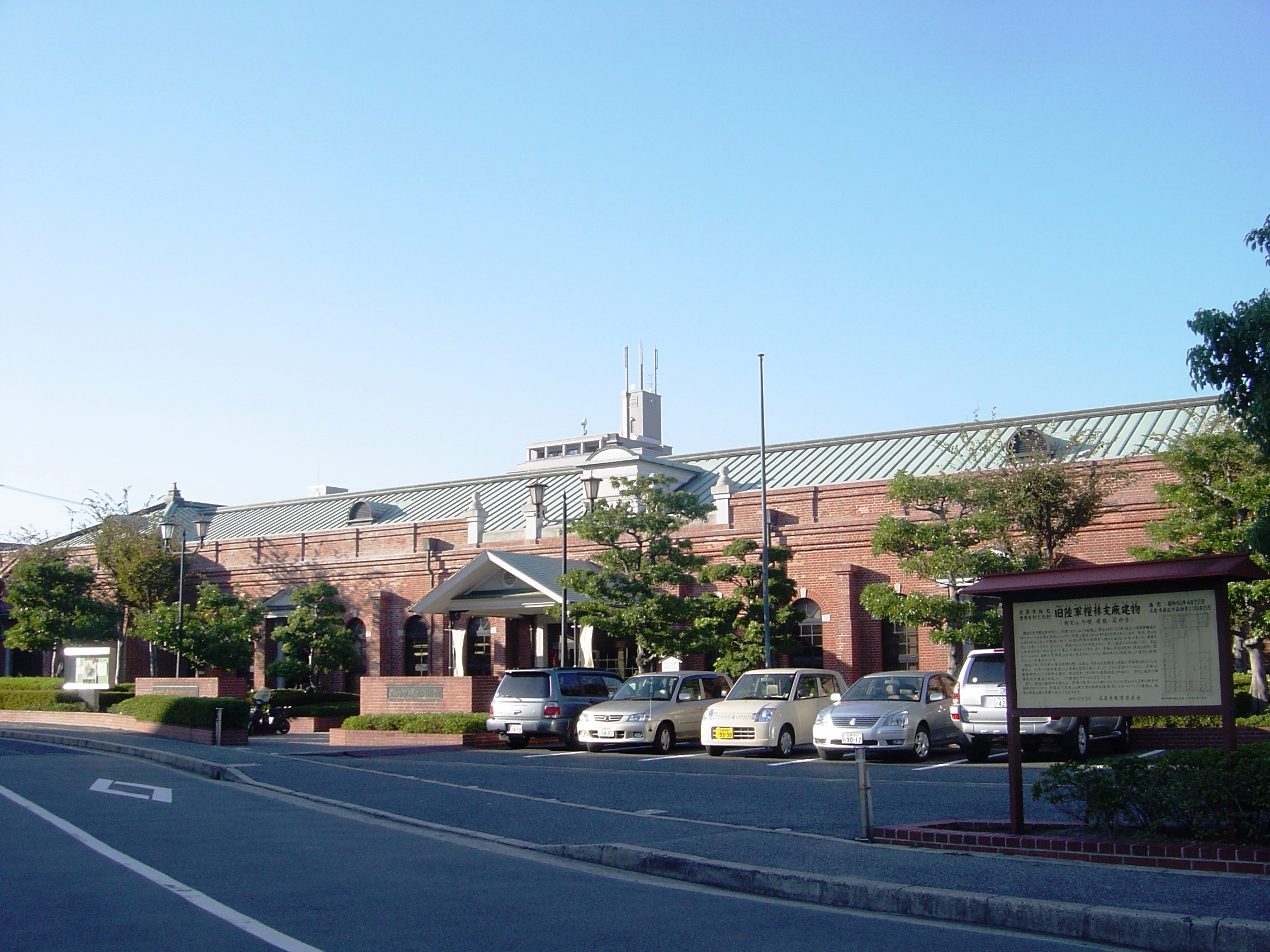
旧宇品陸軍糧秣支廠。陸軍用の牛肉缶詰はここで作られた。現広島市郷土資料館。

### 背景
産地である神石高原町は、中国山地が南に張り出した起伏の少ない山地中にある。地形学的には吉備高原面に属する標高500-650mの高原にあたる。ほぼ森林に覆われ平野部は少ない。町のほとんどの川が東に向かい瀬戸内海に流れる高梁川水系、町の南側が瀬戸内海側に流れる芦田川水系であり、西側が日本海側に流れる江の川水系になる。つまり町の西から南にかけて分水界であり、古くは水利に乏しかった。気象は準高冷地型で冷涼である。
こうした地理から古くは農耕による利は薄く、早くから副業として農耕用・厩肥用・物資運搬用の牛つまり「役牛」の飼育が始まったとされる。広島県無形民俗文化財である豊松地区の田楽「川東牛馬供養田植」は中世に起源を持つと考えられている。
また神石郡は大半が高梁川水系流域であることから東隣の備中国岡山県との関係が深く、江戸時代のほとんどが豊前中津藩領の飛地であったことなど、現在の広島県域の中でも特異な歴史をもつ。

### 前史
- 日本三大牛馬市の一つ・杭の牛市[注 1]開催期に数千頭納入して近隣の需要に答えた。そうしたことからほぼ独占販売状態になったこと、更に牛背に産地・名号・年齢・性能など血統を記載した幟を立てて品質を保証していたことから、自然に神石牛の名前が広まった[15]。
- 永禄年間（1558年-70年）神石郡豊松村に平郡某という人物がおり、畜牛の飼養法を研究しそれを郡内で広めた[16]。広島県農会『芸備新風土記』（1938年（昭和13年）刊行）ではこれが神石牛の端緒としている[17]。
- 昔あるとき肥後熊本で牛馬市が開かれた際に洪水が襲った。集められた牛馬は2週間あまり絶食状態が続いたが、神石牛はこれに耐えわずかに疲弊するのみだった[16][17]。
- 寛永年間（1624年-45年）出雲仁多郡八川村の徳兵衛という人物が、神石から種牛を購入した。これを繁殖したのが八川牛になる（『島根県産牛馬沿革誌』[16][17]）。

中国山地周辺では古くから良質な種を生み出すため交配による品種改良が行われており、そこから生まれた優秀な系統を特に「蔓」と呼び、その牛を「蔓牛」と呼んだ。神石郡では明治初期に「有本蔓」という蔓牛が存在した。明治時代に入り、「役牛」としての用途から「乳牛」「肉牛」への需要へ変わっていき、これに対応するため郡内で改良組合が結成される。ただこの時期までは系統的な計画育種が行われず、様々な蔓が入り乱れ斉一性を欠いていたという。1909年（明治42年）、油木天神原に郡立種畜場創設、種雌牛の繁殖を図る。
日清戦争・日露戦争・第一次世界大戦後の大正バブルを経て日本の牛肉消費量は著しく増大した。日清戦争時の軍需産業となった広島市の缶詰製造は日露戦争時に国内有数の規模にまで達し、その中で当時国内トップシェアとなった広島産の牛肉缶詰の原材料として神石牛が用いられた。

### 豊萬号

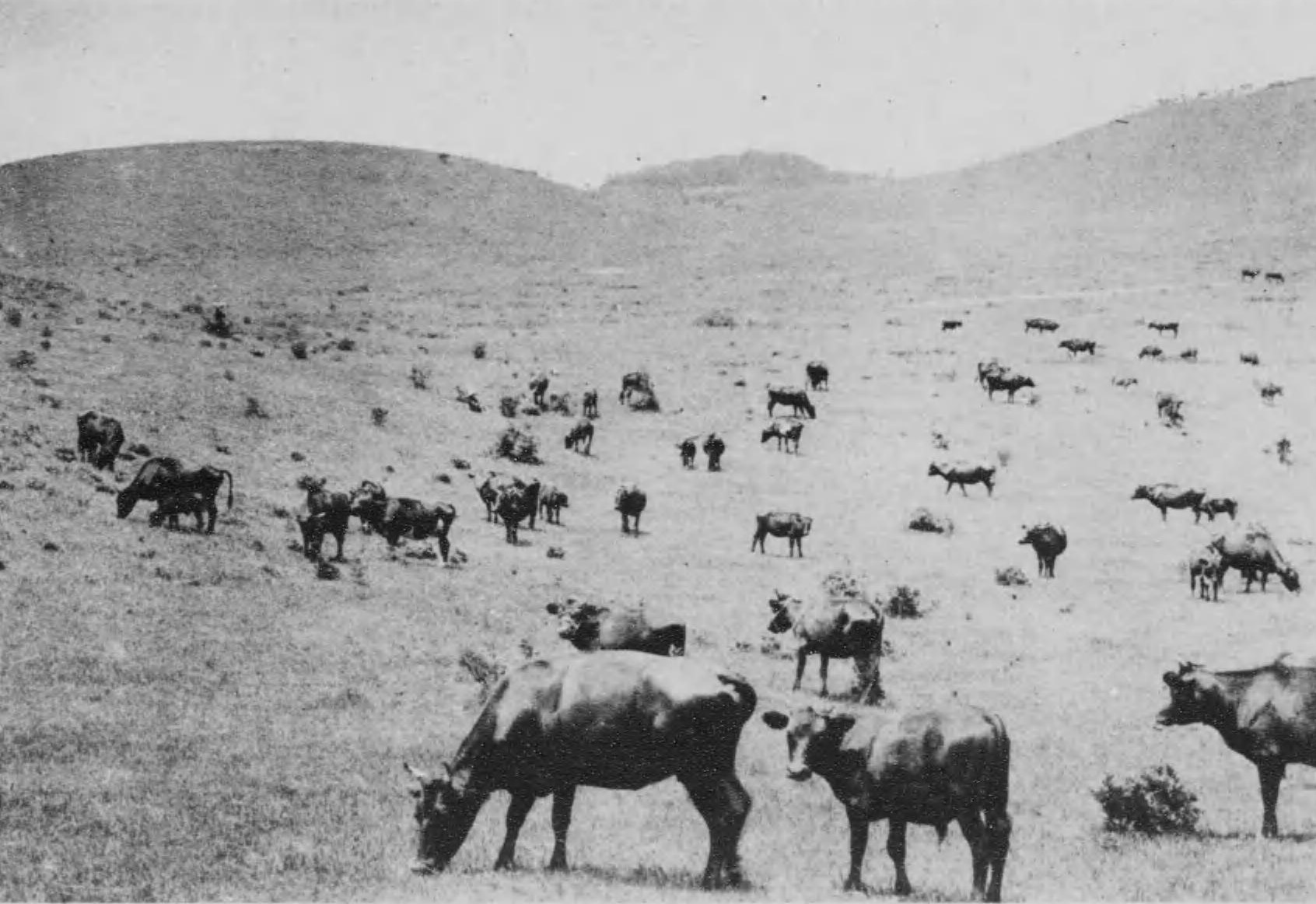
仙養ヶ原（大正7年（1917年）発行『日本名勝旧蹟産業写真集』より）。ここでは大正期から6月から10月にかけて神石牛が放牧されていた。昭和20年代（1945年-1955年）まで行われている。

現在神石牛振興協議会やJA全農ひろしまなどが公開している資料では、神石牛の歴史を大正時代からとしている。
1916年（大正5年）神石郡に広島県営の種畜場が設立され種雄牛を育成、それを県下に配布された。神石郡が広島県産種雄牛の生産基地となり、それが県内のみならず県外にも流出したことで、神石牛の名が広く知られるようになり、結果広島県産牛の代名詞までになった。また同1916年畜産組合法改正により神石郡産牛組合は神石郡産牛畜産組合に改組している。
これに丹下乾三も尽力している。1912年（明治45年）神石郡技手になって以降、畜産業者への指導啓発、畜産組合への経営指導、販路の拡張、放牧場の普及、など神石牛の発展に貢献した。
1926年（大正15年）5月、皇太子裕仁親王（昭和天皇）は広島に行啓される。その際に福山城址にて神石牛の「豊神」「豊実」号が台覧の栄誉を受ける。これがきっかけとなり、1927年（昭和2年）2月7日大正天皇大喪の礼の際、神石牛の「豊萬」号が比婆牛「八幡」号とともに御轜車奉引牛に選ばれている。従来は京都丹波牛から選ばれており、それ以外では初めてのことだった。

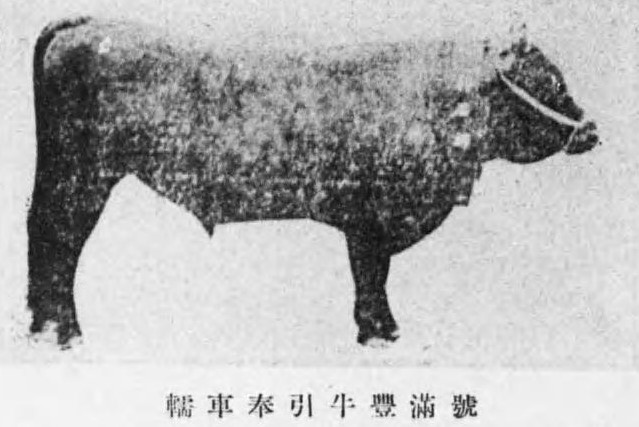
豊萬号
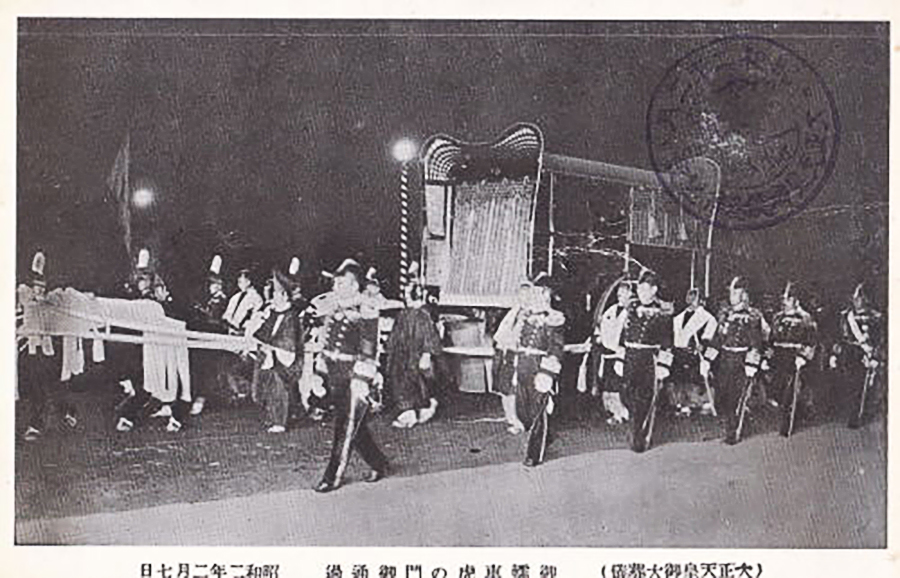
大正天皇大喪の礼での御轜車。どちらの牛か不明。

豊萬号はこの後、広島県の願いにより恩賜として譲り受け、その子孫に多数の種雄牛を輩出し、神石のみならず広島県産牛に大きな影響を与えた。ここから豊萬号は現代の神石牛のルーツという位置づけになっている。
豊萬号の血統を独自の改良を加えながら守り続けていった。父方・母方ともに豊萬号をルーツに持つ「第2横利」号が1954年神石郡新坂村で生まれ、翌1955年広島県畜産共進会で1等賞を受賞後、種雄牛として供用された。

### ブランド消滅と復活
高度経済成長以降農村部での離農が進み、農耕の機械化によって牛の飼育頭数は減少した。共進会で優秀な成績を収めていた広島県産の和牛は他県の家畜改良事業団に売られていたほどであったものの、広島県でも同様の傾向にあった。更に日米貿易摩擦によって牛肉の輸入自由化が迫っていた。また当時神石牛の生産者はその誇りから、優秀な他県産や同県の比婆産であってもその血を導入することを嫌がったため、専門家によって神石牛の近交係数上昇が問題視されていた。
そうした中で1972年（昭和47年）農林省（現農林水産省）肉用牛育種集団事業の開始を受けて広島県では神石牛と比婆牛の系統間クロス交配による新たな和牛造成が始まった。そこから「第3神竜の4」号が1980年神石郡神石町で生まれ、1982年第4回全国和牛能力共進会（全共）において若雄3区で優等賞首席を受賞した。この第3神竜の4号の産子も1992年第6回全共において肉牛の部金賞主席を受賞している。
のちに広島県では他産地との差別化戦略として県統一ブランド「広島牛」構築が始まり、同時に広島県で流通する和牛を広島牛で統一することになり1986年（昭和61年）市場に公表した。ここで神石牛ブランドの牛肉は国内流通市場から消滅した。
GATTウルグアイ・ラウンド以降の1995年（平成7年）から牛肉輸入枠が撤廃されるものの和牛が高付加価値商品として生き残れると認識され、2001年（平成13年）からのBSE問題、2003年（平成15年）からの平成の市町村大合併、などから日本各地で差別化として和牛地域ブランドは増加した。ただ広島牛は、生産者の高齢化などによって飼育頭数は減少したことに加え、他県産ブランドの台頭に対して後手を踏んでいた。
そうした中で広島県でブランドの再構築が行われた。これは血統に着目したもので、2013年（平成25年）新たな県域ブランド「広島血統和牛元就」を立ち上げ、これに続いて神石牛・比婆牛が地域ブランドとして復活することになった。
これにあわせて神石牛ブランドの再構築が行われた。2014年11月神石高原町・和牛改良組合・商工会・JA福山市など関係8団体で神石牛進行協議会を結成、2015年3月振興協議会による神石牛ブランドの新たな認証制度を構築し広報および販売に取り組んでいる。